# 東 (桶川市)
東（ひがし）は、埼玉県桶川市の町名。現行行政地名は東一丁目から二丁目。住居表示実施地区。郵便番号363-0013。

## 地理
埼玉県の中央地域（県央地域）で、桶川市中央の大宮台地上に位置する矩形の区域。東部で末広、南部で神明や上尾市上、西部で南、北部で寿と隣接する。
地内は主に第一種住居地域に指定された住宅地で、戸建ての住宅が建ち並ぶ。河川などの水域は一切ない。旧中山道沿いは一部で商業地域に指定された商業地で、明治期からの蔵造りの商店も見られる。国道17号沿いは準住居地域に指定され、ロードサイド店舗が建ち並ぶ。
一丁目と二丁目の境界線上にはかつて川越栗橋線（現、埼玉県道12号川越栗橋線）が通っていた。また、地内の旧中山道とかつての川越栗橋線の交差点に桶川宿の江戸側からの入口（下の木戸）である市旧跡の「木戸址」がある。なお、桶川宿の京都側からの入口（上の木戸）は旧中山道と現在の川越栗橋線の交差点（桶川市役所入口交差点）にある。

### 地価
住宅地の地価は、2024年（令和6年）の公示地価によれば、東一丁目5-9の地点で23万円/m2となっている。

## 歴史
- 1967年（昭和42年） - 桶川町大字桶川の一部から住居表示を実施して東一丁目〜二丁目が成立[8][6]。
- 1970年（昭和45年）11月3日 - 桶川町が市制施行し、桶川市の町丁となる[6][9]。

## 世帯数と人口
2024年（令和6年）1月1日現在の世帯数と人口は以下の通りである。
| 丁目     | 世帯数    | 人口    |
| -------- | --------- | ------- |
| 東一丁目 | 470世帯   | 903人   |
| 東二丁目 | 544世帯   | 1,058人 |
| 計       | 1,014世帯 | 1,961人 |

## 小・中学校の学区
市立小・中学校に通う場合、学区は以下の通りとなる。
| 丁目     | 番地 | 小学校             | 中学校               |
| -------- | ---- | ------------------ | -------------------- |
| 東一丁目 | 全域 | 桶川市立桶川小学校 | 桶川市立桶川東中学校 |
| 東二丁目 | 全域 | 桶川市立桶川小学校 | 桶川市立桶川東中学校 |

## 交通
地内に鉄道は敷設されていない。最寄り駅は桶川駅で東一丁目5-9の地点より750 m離れている。

### 道路
- 国道17号大宮バイパス
- 埼玉県道164号鴻巣桶川さいたま線（旧中山道）

### バス
バス路線では地区内には桶川駅東口を発着する朝日自動車や丸建つばさ交通の路線バスのほか、コミュニティバスの桶川市内循環バス「べにばなGO」（東10：東部工業団地回り・東20：おけがわ団地回り）が運行され、そのバス停留所がある（桶川駅#バス路線も参照）。また、上尾市循環バスぐるっとくんも地区の境界線を周回するように通り、「東一丁目」や「町谷境」バス停留所が例外的に設置されている。

## 施設
旧中山道や国道17号沿道に多数の商業施設が立地する。
一丁目
- ひがし幼稚園ひがし保育園
- 埼玉りそな銀行桶川支店

二丁目
- さくら保育園
- 東二丁目町会集会所
- 平和幼稚園 - 二丁目3-3の場所に所在した。現在はマンションが建っている。